# Stictopisthus dilutus
Stictopisthus dilutus là một loài tò vò trong họ Ichneumonidae.